# Viola Fügen
Viola Fügen ist eine deutsche Filmproduzentin. Ihre Arbeit konzentriert sich auf europäische und internationale Kinoproduktionen.

## Leben
Viola Fügen studierte an der Werbe- & Medien-Akademie Marquardt Filmproduktion, an der sie 2006 abschloss. Ab 2006 war sie zunächst als Postproduction-Supervisor für Pandora Film tätig, wo sie für Filme wie Trennung von Amos Gitai, Unter Bauern – Retter in der Nacht von Ludi Boeken und Zwischen uns das Paradies (Na Putu) von Jasmila Žbanić verantwortlich war.
Erste Arbeiten als Produzentin realisierte sie mit den Filmen Das Rentier war nicht schuld am gelben Schnee, Auge um Auge und Lieben. Seit 2013 ist sie Geschäftsführerin der The Match Factory Productions GmbH in Köln, die sie gemeinsam mit Michael Weber gründete. Der Fokus der Produktionsfirma liegt auf qualitativ hochwertigem Arthouse-Kino. Die erste Koproduktion der Match Factory Productions war Stratos – The Storm Inside von Yannis Economides, der seine Premiere im Wettbewerb auf der Berlinale 2014 feierte. Weitere Produktionen sind der Debütfilm Sworn Virgin der italienischen Regisseurin Laura Bispuri, der im Wettbewerb der Berlinale 2015 seine Premiere hatte und die Koproduktion Sunstrokes von Gustavo Taretto. Cemetery of Splendour Apichatpong Weerasethakul hatte 2015 seine Premiere in der Sektion Un Certain Regard vom Cannes Film Festival. Auch El Olivo – Der Olivenbaum von Icíar Bollaín, Superfluous Man von Kornél Mundruczó, Sicilian Ghost Story von Fabio Grassadonia und Antonio Piazza, Framing Mom von Sara Johnson und Beyond the Mountains and Hills von Eran Kolirin sind eine Auswahl der Match Factory Productions Filme.
Seit Herbst 2022 ist Fügen Mitglied der Deutschen Filmakademie.

## Auszeichnungen
Im Jahr 2020 war sie mit den beiden Filmen Martin Eden und Wolfwalkers in der Sektion Bester internationaler Film beim Gotham Award nominiert.

## Filmografie (Auswahl)
- 2004: Auge um Auge
- 2006: Um in den Himmel zu kommen muss man zuerst sterben (Bihisht faqat baroi murdagon)
- 2006: Lieben
- 2007: Madonnen
- 2007: Die Unerzogenen
- 2007: Hoffnung (Nadzieja)
- 2007: Trennung (Disengagement)
- 2008: Tulpan
- 2008: 33 Szenen aus dem Leben (33 sceny z zycia)
- 2008: Morgentau (Teza)
- 2009: Die Magie des Wassers (The Strength of Water)
- 2009: Unter Bauern – Retter in der Nacht
- 2009: Det enda rationella
- 2010: Zwischen uns das Paradies (Na putu)
- 2012: Araf
- 2013: Only Lovers Left Alive
- 2019: Im Feuer – Zwei Schwestern
- 2019: Il Traditore – Als Kronzeuge gegen die Cosa Nostra
- 2019: Die Agentin (The Operative)
- 2019: Martin Eden
- 2019: Photograph – Ein Foto verändert ihr Leben für immer
- 2019: Die Sehnsucht der Schwestern Gusmão
- 2020: Der Masseur (Never Gonna Snow Again)
- 2021: Feuernacht
- 2021: Evolution
- 2021: Das Pfauenparadies
- 2021: Vengeance is Mine, All Others Pay Cash
- 2021: Memoria
- 2022: The Taste of Apples is Red
- 2022: Die Purpursegel